# FK Tambov
FK Tambov was een Russische voetbalclub uit Tambov.
De club werd onder leiding van de oblast Tambov in 2013 opgericht en is een opvolger van Spartak Tambov (opgericht in 1960) wat toen net failliet ging. Tambov startte in de tweede divisie waarin het in het eerste seizoen laatste werd. Doordat een andere club failliet ging, degradeerde Tambov niet. In het seizoen 2014/15 eindigde de club op de derde plaats en in het seizoen 2015/16 won Tambov haar poule waardoor het naar de PFL promoveerde. In 2019 promoveerde de club voor het eerst naar de hoogste klasse. De club speelde thuiswedstrijden in de Mordovia Arena in Saransk, bijna 300 km verder. 
In het eerste seizoen eindigde de club samen met Krylja Sovetov Samara op een degradatieplaats, maar werd gered door een beter doelsaldo. Tijdens de winterstop van 2020/21 kreeg de club met zware financiële problemen te maken waardoor vele spelers de club verlieten. In maart maakten ze bekend dat ze geen licentie aanvroegen voor de twee hoogste klassen voor het volgende seizoen. Na een negende nederlaag op rij stond de sportieve degradatie ook vast op 2 mei 2021. Op 19 mei werd bekend dat de club failliet zou gaan ook niet in de derde klasse meer zou aantreden volgend seizoen. 